# Centroglossa tripollinica
Centroglossa tripollinica là một loài thực vật có hoa trong họ Lan. Loài này được (Barb.Rodr.) Barb.Rodr. mô tả khoa học đầu tiên năm 1882.

## Hình ảnh

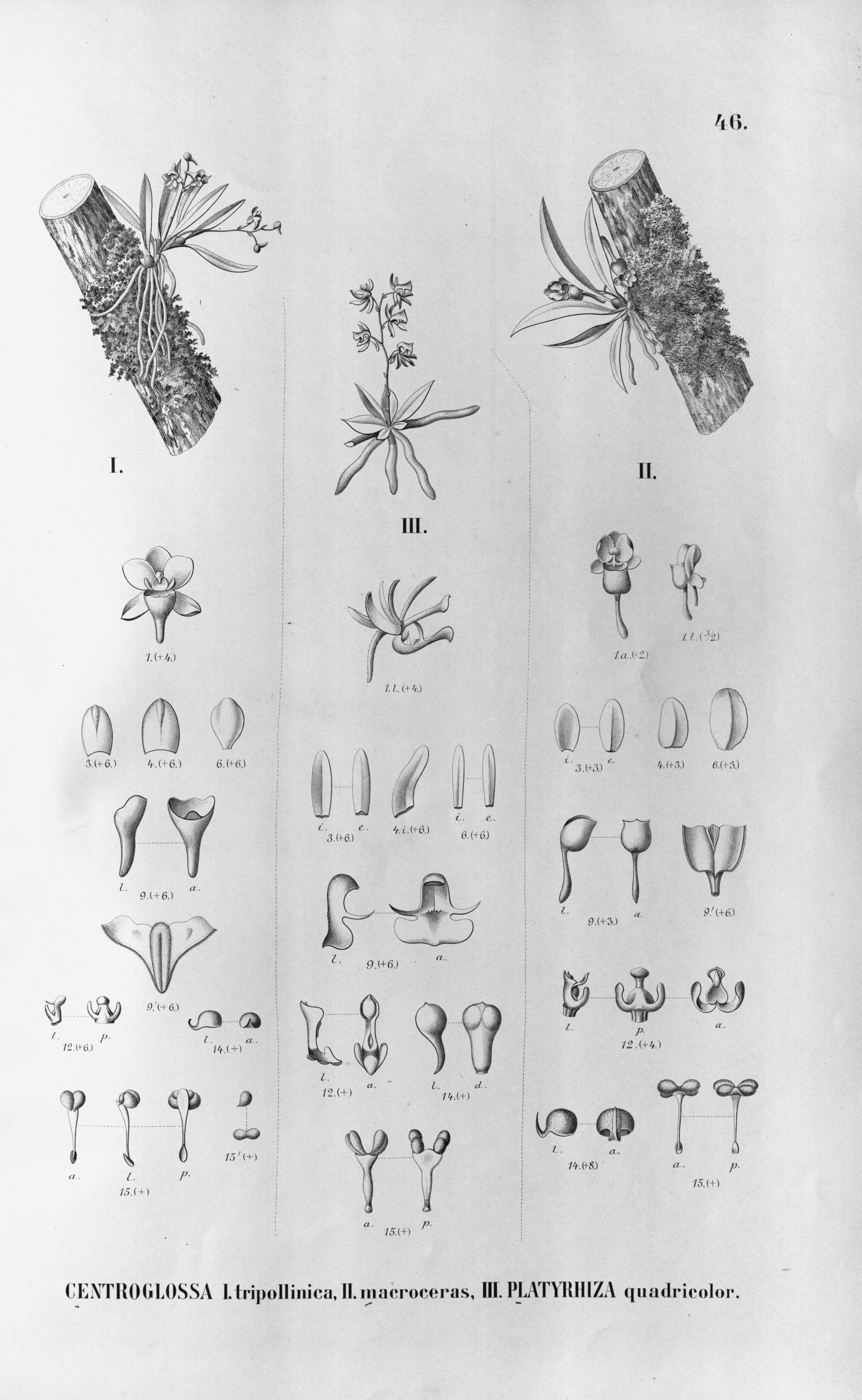